# Clypeocava celebica
Clypeocava celebica är en stekelart som beskrevs av Heinrich 1934. Clypeocava celebica ingår i släktet Clypeocava och familjen brokparasitsteklar. Inga underarter finns listade i Catalogue of Life.